# Demansia
Demansia es un género de serpientes venenosas de la familia Elapidae que se distribuyen por Australia y Nueva Guinea.

## Especies
Se reconocen las 15 siguientes según The Reptile Database:
- Demansia angusticeps (Macleay, 1888).
- Demansia calodera Storr, 1978.
- Demansia cyanochasma Nankivell, Maryan, Bush & Hutchinson, 2023.[2]
- Demansia flagellatio Wells & Wellington, 1985.
- Demansia olivacea (Gray, 1842).
- Demansia papuensis (Macleay, 1877).
- Demansia psammophis (Schlegel, 1837).
- Demansia quaesitor Shea, 2007.
- Demansia reticulata (Gray, 1842).
- Demansia rimicola Scanlon, 2007.
- Demansia rufescens Storr, 1978.
- Demansia shinei Shea, 2007.
- Demansia simplex Storr, 1978.
- Demansia torquata (Günther, 1862).
- Demansia vestigiata (De Vis, 1884).